# ソーニクロフトM級駆逐艦
ソーニクロフトM級駆逐艦（英語: Thornycroft M-class destroyer）は、イギリス海軍の駆逐艦の艦級。M級駆逐艦のうち、ソーニクロフト社の設計を採用したサブクラスである。

## 来歴
1913-4年度計画では、ウィンストン・チャーチル海軍大臣の意見により、大幅な速力向上を図ったM級駆逐艦の建造が開始された。同年度計画では、海軍本部の設計による基本型（アドミラルティM級）6隻のほか、更なる速力の増大を図って、民間造船所の自由裁量に任せた設計による特型7隻が盛り込まれていた。このうち、ソーニクロフト社の設計を採用したのが本級である。また第一次世界大戦の勃発に伴う戦時緊急計画にもとづき、1914-5年度と1915-6年度で2隻ずつが追加建造された。

## 設計
基本設計はアドミラルティ型と同様、L級の小改正型とされており、船型も同じ船首楼型である。また本級では、アドミラルティ型と同様の3本煙突艦とされているが、第2煙突が偏平で乾舷が高いという差異がある。
ボイラーはヤーロウ式の重油専焼水管ボイラー4缶、主機はパーソンズ式直結タービン、2軸推進、機関出力は26,500馬力の計画であったが、実際にはもっと大出力であり、例えば「マスティフ」は海上公試で33,360馬力を発揮し、37.165ノットをマークした。なお戦時緊急計画に基づく後期型ではブラウン・カーチス式とされている。

## 装備
兵装はアドミラルティ型と同構成である。
艦砲はL級の装備を踏襲し、40口径10.2cm砲（QF 4インチ砲Mk.IV）を3門搭載した。対空兵器としては29口径37mm機銃（QF 1ポンド・ポンポン砲）が搭載され、39口径40mm機銃（QF 2ポンド・ポンポン砲）に後日換装された。戦時緊急計画に基づく後期型では当初からこの装備となっている。
水雷兵装もL級の装備を踏襲しており、21インチ連装魚雷発射管2基を搭載した。

## 同型艦一覧
- 前期型
  - マスティフ（HMS Mastiff）
  - ミーティア（HMS Meteor）
- 後期型
  - パトリシアン（HMS Patrician）
→ 1920年11月1日付でカナダ海軍に移管（HMCS Patrician）[5]
  - パトリオット（HMS Patriot）
→ 1920年11月1日付でカナダ海軍に移管（HMCS Patriot）[5]
  - ラピッド（HMS Rapid）
  - レディ（HMS Ready）